# Эподы (Гораций)
«Эпо́ды» (лат. Epodon Liber, книга Эподов) — сборник Квинта Горация Флакка, относится к ранним работам поэта.
Сборник имеет сравнительно малый объём (625 стихов) и включает 17 стихотворений. Композиция сборника не содержит элементов, общих для других стихотворных сборников эпохи: в частности, отсутствуют чётко выраженные вступительное и заключительное стихотворения (хотя первое стихотворение содержит традиционное для Горация обращение к Меценату), не соблюдён принцип метрического разнообразия.
Включённые в сборник стихотворения написаны двустишиями с укороченной второй строкой, воспроизводящими аналогичную жанрово-строфическую форму, изобретённую Архилохом. Размер первых десяти стихотворений одинаков: ямбический триметр // ямбический диметр, остальные семь написаны разными другими размерами (при этом только 12 — не ямбическим, а дактилическим).
Стихотворений Эподов тематически делятся на гражданские (1, 2, 4, 7, 9 и 16), дружеские (3, 13, 14), любовные (11, 15) и инвективные (5, 6, 8, 10, 12, 17). 8-е и 12-е стихотворения откровенны до непристойности, отчего переводились реже других.
Стихотворения сборника были написаны в период 41-31 г. до н. э. (хронологически последние 1 и 9 — перед сражением при мысе Акций и сразу после него). Сборник был опубликован в 30 г. до н. э., хотя отдельные исследователи относят его издание к более позднему времени.